# Diatom Ribbons
Diatom Ribbons ist ein Jazzalbum der Pianistin Kris Davis. Die Aufnahmen entstanden im Dezember 2018 im Oktaven Audio Studio in Mount Vernon, New York, und erschienen am 6. September 2019 auf Pyroclastic Records.

## Hintergrund
Als Davis die Stücke für Diatom Ribbons komponierte, beschäftigte sie sich auch mit Kieselalgen („Diatomeen“) und anderen Themen aus Natur (z. B. dem Golgi-Apparat oder Rhizomen) und Wissenschaft. Auf dem Album wird Davis von einer Band in wechselnder Zusammensetzung unterstützt, zu der zumeist die Turntablistin Val Jeanty und die Schlagzeugerin Terri Lyne Carrington gehören; neben dem Bassisten Trevor Dunn sind an verschiedenen Stellen die Gitarristen Nels Cline und Marc Ribot, Esperanza Spalding (als Sängerin in „The Very Thing“ zu hören), Vibraphonist Ches Smith oder die Saxophonisten JD Allen und Tony Malaby beteiligt. Im Titelstück streut DJ Jeanty ausgewählte Abschnitte eines Interviews mit Cecil Taylor ein, während Carrington einen synkopierten rhythmischen Kontrapunkt zu Davis’ sich wiederholenden Mustern aus drei Akkorden und sechs Noten schafft.
Davis arbeitete erstmals mit Carrington, Jeanty und Spalding bei zehn Tribute-Konzerten zu Ehren der verstorbenen Geri Allen, bei denen sich ein großes Verständnis zwischen den Musikerinnen zeigte und sofort die Funken übersprangen. Dabei tauchten sie in Allens Welt ein. Nicht lange danach starb Cecil Taylor und Davis begann, ihre Lieblingsalben von Taylor wiederzuhören. Etwa zu dieser Zeit bereitete sie sich auch darauf vor, einige Kompositionen von Thelonious Monk zu dessen 100. Geburtstag zu spielen. In die Kompositionen für Diatom Ribbons ging aber auch ihre Beschäftigung mit Werken von Olivier Messiaen, Henry Threadgill und Youssou N’Dour ein.
Die Verantwortung für einige Konzerte im New Yorker The Stone im Januar 2018 erlaubte es Davis, zu erkunden, ob das Basistrio funktionieren würde: Sie bat Carrington und Jeanty, sich ihr bei einem völlig improvisierten Auftritt anzuschließen – der erste für Carringtons überhaupt. Das gemeinsame Spiel übertraf alle Erwartungen. Insbesondere die Rolle der Turntablistin, „deren Hip-Hop-Einfluss und deren Fähigkeit, die Musik mit Worten und auch mit ‚natürlichen‘ Klängen und Perkussionen zu gestalten,“ eröffnete Davis „eine ganz neue Palette“, die sie bei der Konzeption von Diatom Ribbons nutzen konnte.

## Titelliste
- Kris Davis – Diatom Ribbons (Pyroclastic Records – PR06)[3]
  1. Diatom Ribbons (Kris Davis) 6:20
  2. The Very Thing (Michaël Attias) 4:54
  3. Rhizomes (Kris Davis) 5:19
  4. Corn Crake (Kris Davis) 5:06
  5. Stone’s Throw (Kris Davis) 4:19
  6. Sympodial Sunflower (Kris Davis) 4:17
  7. Certain Cells (Kris Davis / Gwendolyn Brooks) 5:39
  8. Golgi Complex (The Sequel) (Kris Davis) 7:43
  9. Golgi Complex (Kris Davis) 4:48
  10. Reflections (Julius Hemphill) 12:33

## Rezeption
Das Album erhielt durchweg positive Rezensionen; Giovanni Russonello (The New York Times) und Chris Barton (Los Angeles Times) zählten es zu den zehn besten Jazzalben des Jahres 2019. Bei „Diatom Ribbons“ kommen ihre Fähigkeiten als Komponistin, Bandleaderin und Improvisatorin – im Grunde genommen eine Musikautorin – voll zum Tragen, meint Giovanni Russonello. Davis baue ihre Kompositionen auf krummen Mustern und zersplitterten Loops auf, die sie mit unterschiedlichen Musiker zu einer Einheit zusammenführe. Kris Davis sei eine stolze Nachfahrin der Inside-Out-Piano-Unternehmungen Cecil Taylors; ihre Musiker, allen vorn die Schlagzeugerin Terri Lynn Carrington schufen eine stabile und dennoch geschmeidige Verankerung für eine so unberechenbare, aber gleichzeitig zugängliche Platte.
Nach Ansicht von Seth Colter Walls (Pitchfork) meinte, dass die stilistisch unterschiedlichen Ergebnisse über eine Stunde und zehn Tracks – alle bis auf zwei von Davis komponiert – so gut fließen, liege zum Teil auch an einer Band innerhalb der Band. Das Album gewinne ein Gefühl der Einheit dank eines Trios von Spielern, die regelmäßig im Kommen und Gehen von Gaststars auftauchen: Die erfahrene Schlagzeugerin Terri Lyne Carrington, der aufstrebende DJ Val Jeanty und Kris Davis selbst am Piano.

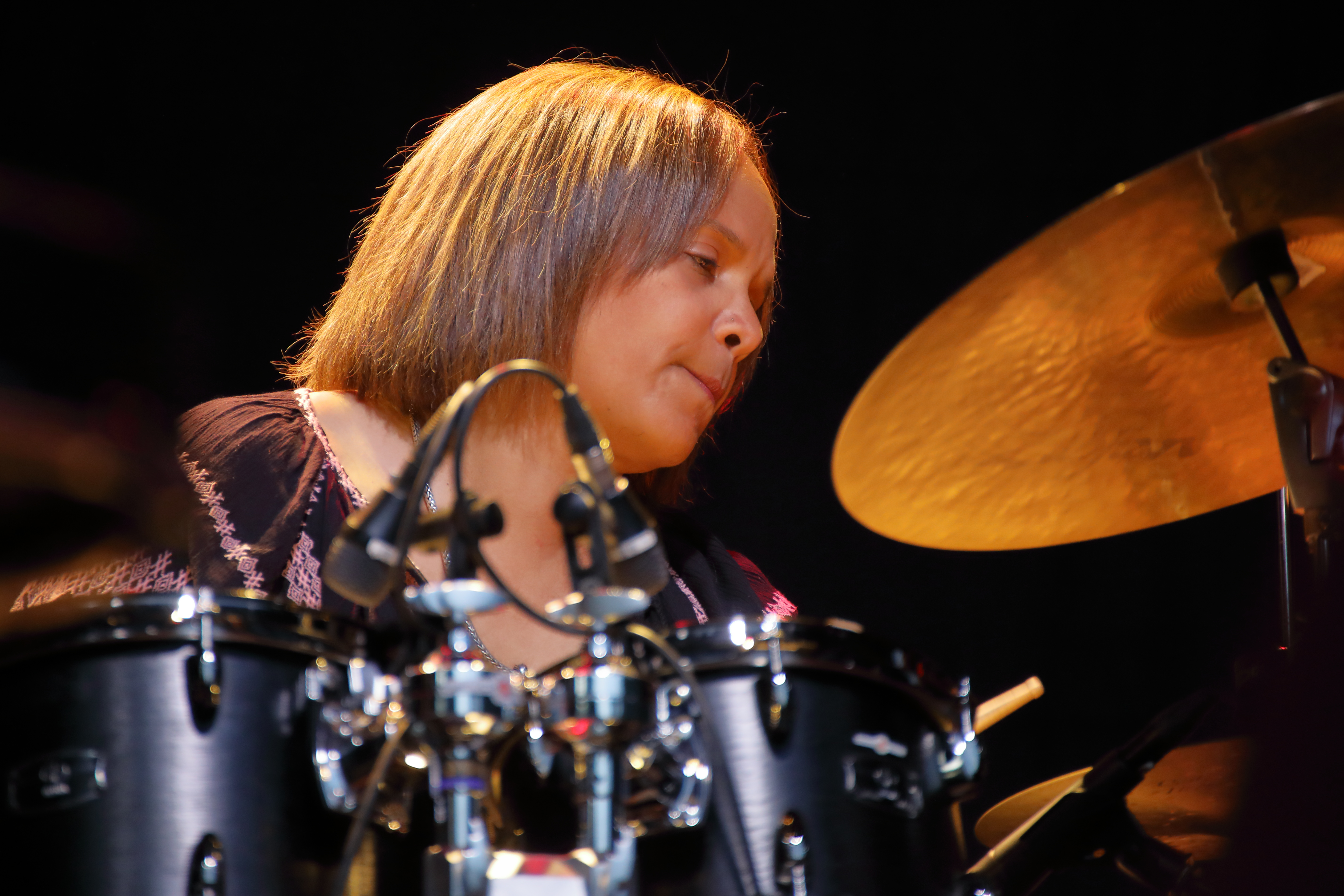
Terri Lyne Carrington beim Rudolstadt-Festival 2019.

Troy Dostert vergab an das Album in All About Jazz 4½ (von 5) Sterne und lobte: „Mit Diatom Ribbons, ihrer sechsten Veröffentlichung auf ihrem eigenen Label Pyroclastic, wird Davis zweifellos ihre Position als eine der experimentierfreudigsten und aufregendsten Pianistinnen der Szene weiter ausbauen. Es ist sicherlich ein weiterer Beweis für ihren Wunsch, stilistische Grenzen zu überschreiten, da sie eine der faszinierendsten Personalaufstellungen in jüngster Zeit zusammengestellt hat.“
Ebenfalls in All About Jazz notierte John Sharpe, Davis’ Leistungen am Piano erstrahlten regelmäßig in neuem Glanz, aber gerade in der Gesamtkonzeption zeige sich ihr Einfluss am stärksten. Jeanty bringt neuartige Texturen und vor allem Vokal-Samples mit, führt den französischen Komponisten Olivier Messiaen in „Corn Crake“ ein und manipuliere mehrere Pianospuren neben der echten von Davis, während sie an anderer Stelle den Ensembles Tiefe und Nuancen verleihe. Carrington gebe Davis’ Melodien ein starkes rhythmisches Rückgrat und versetze sogar das introspektive „Sympodial Sunflower“ in einen tickenden Groove. „In seiner Gesamtheit ist der Inhalt so reichhaltig, dass zuvor übersehene Details bei jedem Durchgang sichtbar werden.“ Mit den wechselnden Besetzungen zwischen den Titeln und dem Gesang sowie den gehaltvollen Ideen erinnere das Programm an den Stil von Ornette Colemans Meisterwerk Science Fiction (CBS, 1972). Thom Jurek vergab an das Album in AllMusic 4½ (von 5) Sterne und meinte, Diatom Ribbons liefere eine berauschende und körperliche Musik, die aus kinetischen Fragmenten aufgebaut ist. Harmonische, rhythmische und klangliche Ideen, die oft nicht zusammenpassen, funktionieren in Davis’ mutigen kompositorischen und improvisatorischen Sprachen irgendwie doch. Das Kerntrio mit Carrington und Jeanty legte den Grundstein für die Interaktion der anderen Spieler.
Der (anonyme) Rezensent von highresaudio stellte fest: „Die Macher dieses Albums liefern einen Jazz ab, der sehr frei und zutiefst experimentell daherkommt und der mit seiner äußerst modernen Gangart sicherlich nicht jedermanns Sache ist.“ Zwar handele es sich keinesfalls um Free Jazz, der durch freies und ungebundenes Musizieren gekennzeichnet sei. Hier werde die Musik durch Cluster, Samples und (angeblich sogar) durch weitgehenden „Stillstand von musikalischem Verlauf“ charakterisiert. „Auch wenn es etwas Ähnliches hie und da schon gegeben hat, so radikal wie auf Diatom Ribbons wurde diese Art von Jazz bislang nicht dargeboten.“ Es handele sich um „ein avantgardistisches Crossover mit sogenannter moderner klassischer Musik, die mitunter in ähnlicher Art und Weise auf der Stelle tritt und frei von der Anmutung jeglicher Melodie oder herkömmlichem musikalischem Gebaren Geräusche hervorbringt, die sich letztendlich, wenn denn alles gut geht, zu einem abstrakten Abbild der Vorstellung des Komponisten von einer teilweise arg gegen den Strich konventionellen Musizierens zu einer Art Abstraktion eines musikalischem Ablaufs fügen.“ Nur wer diese Art des Musikschaffens möge, komme mit Diatom Ribbons „auf seine Kosten.“